# Alopecurus turczaninovii
Alopecurus turczaninovii là một loài thực vật có hoa trong họ Hòa thảo. Loài này được O.D.Nikif. mô tả khoa học đầu tiên năm 1988.